# Flageolet (fluit)

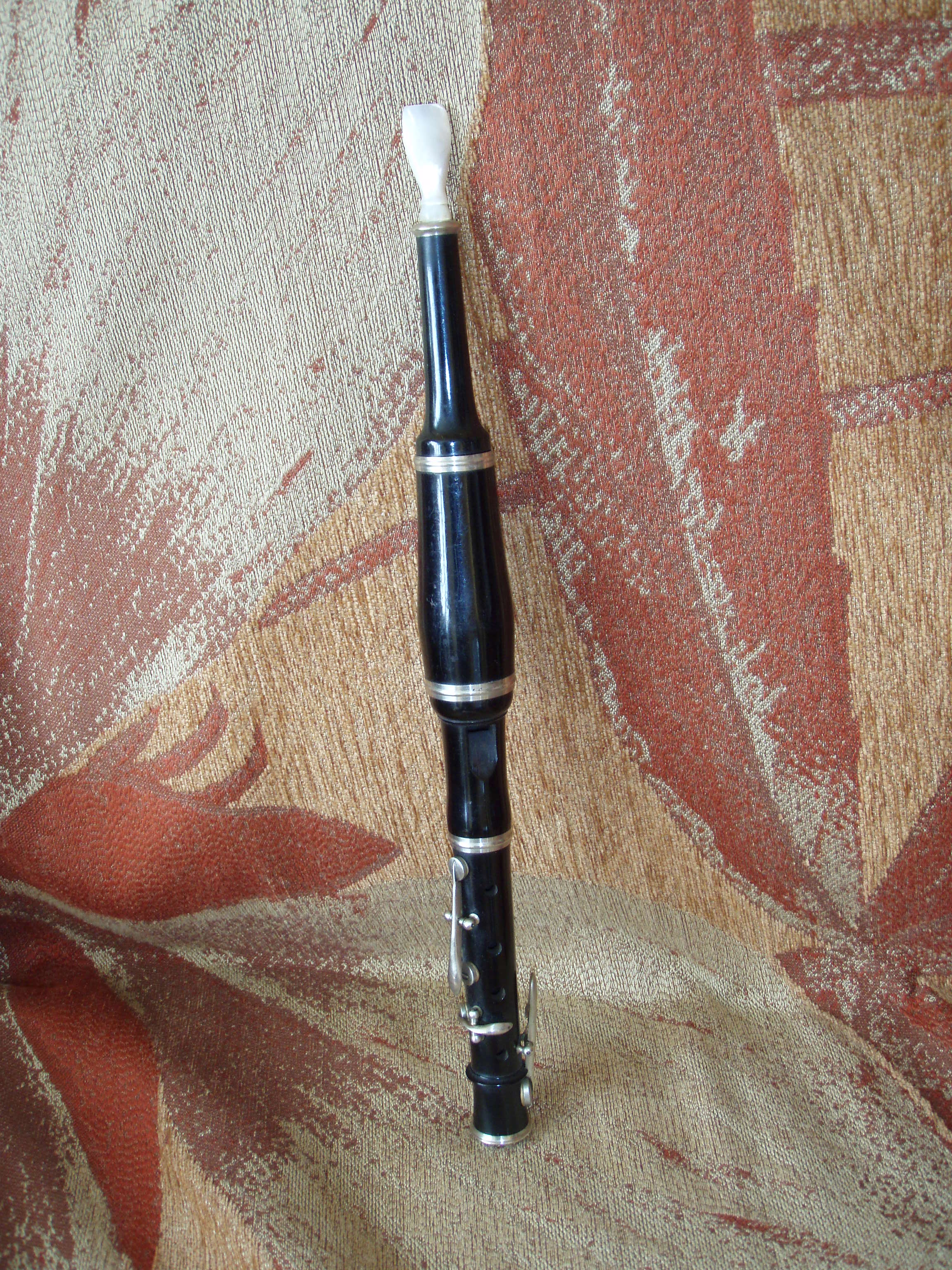
Flageolet (19e eeuw) - Particuliere collectie Dominique Enon.

Een flageolet is een houten blaasinstrument dat behoort tot de familie der fluiten. De uitvinding wordt toegeschreven aan de 16e-eeuwse Franse edelman Juvigny in 1581. Dit instrument had 4 vingergaten aan de voorzijde en 2 aan de achterzijde. De Engelse instrumentenbouwer William Bainbridge ontwikkelde het instrument verder en patenteerde in 1803 de verbeterde Engelse flageolet en de dubbelflageolet (circa 1805). Zij werden gebouwd tot de 19e eeuw en toen opgevolgd door tinwhistle.
De flageolet was in de afgelopen 400 jaar aan vele veranderingen onderhevig. De eerste flageoletten waren de zogenaamde Franse flageoletten met 4 vingergaten aan de voorzijde en 2 aan de achterzijde. Dit instrument werd bespeeld door onder anderen Frédéric Chalon, Samuel Pepys en Robert Louis Stevenson. Henry Purcell en Georg Friedrich Händel componeerden allebei voor de flageolet.
Kleine varianten van het instrument, de zogenaamde vogelflageoletten, werden gebruikt om zangvogels te leren zingen.
Het aantal kleppen op de Franse flageoletten varieerde van 0 tot 7, behalve die met het zogenaamde Böhm-systeem van de Franse instrumentenbouwer Buffet Crampon, die 13 kleppen hadden.
In de late 18e, vroeg 19e eeuw begonnen Engelse instrumentenbouwers met de bouw van flageoletten met 6 vingergaten aan de voorzijde. Deze instrumenten worden de Engelse flageoletten genoemd; uiteindelijk werden zij van metaal gemaakt, net als de tinwhistles. Het aantal kleppen varieert van 0 tot 6. Bij sommigen kon het kopstuk worden gewijzigd, zodat de flageolet zowel als een dwarsfluit als een pijpersfluit kon worden bespeeld.
In circa 1805 patenteerde de eerdergenoemde Engelse muziekinstrumentenbouwer Bainbridge een dubbelflageolet, die bestond uit twee samengevoegde Engelse flageoletten, zodat de bespeler de melodieën die hij speelde van een begeleiding kon voorzien. Bainbridge bouwde zelfs rond 1821 een triple flageolet door toevoeging van een bourdon, die op eenzelfde manier werd bespeeld als een ocarina.
Uiteindelijk werd de flageolet geheel vervangen door de tinwhistle en wordt tegenwoordig nog maar zelden bespeeld. Het is echter een heel gemakkelijk instrument om te bespelen en het timbre is aangenaam. Het bereik van de flageolet is ongeveer 2 octaven.